# Александрово (Кезький район)
Алекса́ндрово (рос. Александрово) — село у складі Кезького району Удмуртії, Росія.

## Населення
Населення — 271 особа (2010; 309 в 2002).
Національний склад станом на 2002 рік:
- удмурти — 93 %

## Урбаноніми
- вулиці — Лісова, Набережна, Нагірна, Шкільна

## Персоналі
У присілку проживав та помер Ардашев Леонід Арсентійович — учасник Другої Світової війни, Герой Радянського Союзу.